# Lirim Zendeli
Lirim Zendeli (Bochum, Renania del Norte-Westfalia, Alemania; 18 de octubre de 1999) es un piloto de automovilismo alemán de descendencia macedonia-albanesa. Entre 2016 y 2018 compitió en Fórmula 4, siendo campeón del campeonato ADAC en 2018. Entre 2019 y 2022 corrió en los campeonatos de Fórmula 3 y Fórmula 2 de la FIA.

## Carrera
Zendeli comenzó su carrera de automovilismo en karting en 2010. En su país natal, terminó tercero en 2013 en la clase KF3 de ADAC Kart Masters y en 2014, ganó la clase KFJ de este campeonato. Ese año también hizo el cambio a los campeonatos europeos y participó, entre otras cosas, en el Campeonato Mundial CIK-FIA en la clase KF Junior. En 2015, terminó su carrera de karting en la clase KF de la South Garda Winter Cup, donde finalizó undécimo.
En 2016, Zendeli pasó a las carreras de monoplazas e hizo su debut en ADAC Fórmula 4 con el equipo ADAC Berlin-Brandenburg. Regularmente terminó en el top 10 y logró un podio con una segunda posición en el penúltimo fin de semana de carreras en el circuito de Zandvoort. Con 74 puntos, terminó en el puesto 13 en el campeonato. En la categoría de novatos logró cinco victorias y se ubicó quinto con 255 puntos.
Al año siguiente, Zendeli realizó un programa doble tanto en el ADAC como en el Campeonato de Italia de Fórmula 4 para ADAC Berlin-Brandenburg. En el campeonato ADAC ganó tres victorias en Oschersleben, Nürburgring y Hockenheimring. Con otros dos lugares en el podio, estuvo detrás de Jüri Vips, Marcus Armstrong y Felipe Drugovich, cuarto en la clasificación con 164 puntos. En el campeonato italiano logró dos podios en Adria e Imola y obtuvo 114 puntos, pero no fue incluido en la clasificación final porque no participó en el último fin de semana de carrera en Monza.
En 2018, Zendeli solo compitió en el campeonato alemán, esta vez con el equipo US Racing-CHRS. Dominó la temporada con diez victorias y otras tres posiciones en el podio de 21 carreras y se convirtió en campeón con 348 puntos, 114 puntos más que el subcampeón, Liam Lawson.
En el año 2019, Zendeli hizo su debut en el nuevo Campeonato de Fórmula 3 de la FIA con el equipo Sauber Junior Team by Charouz.

## Resumen de carrera
| Temporada | Categoría                              | Equipo                        | Carreras     | Victorias    | Poles        | VR           | Podios       | Puntos       | Pos.         |
| --------- | -------------------------------------- | ----------------------------- | ------------ | ------------ | ------------ | ------------ | ------------ | ------------ | ------------ |
| 2016      | ADAC Fórmula 4                         | ADAC Berlin-Brandenburg e.V.  | 24           | 0            | 0            | 2            | 1            | 84           | 12.º         |
| 2017      | ADAC Fórmula 4                         | ADAC Berlin-Brandenburg e.V.  | 21           | 3            | 3            | 1            | 5            | 164          | 4.º          |
| 2017      | Campeonato de Italia de Fórmula 4      | BWT Mücke Motorsport          | 18           | 0            | 0            | 1            | 2            | 114          | NC†          |
| 2018      | ADAC Fórmula 4                         | US Racing-CHRS                | 21           | 10           | 7            | 8            | 13           | 348          | 1.º          |
| 2019      | Campeonato de Fórmula 3 de la FIA      | Sauber Junior Team by Charouz | 16           | 0            | 0            | 0            | 0            | 6            | 18.º         |
| 2019      | Campeonato de Fórmula Regional Europea | US Racing                     | 3            | 0            | 0            | 0            | 2            | 42           | 14.º         |
| 2020      | Toyota Racing Series                   | Giles Motorsport              | 15           | 0            | 0            | 0            | 4            | 200          | 8.º          |
| 2020      | Campeonato de Fórmula 3 de la FIA      | Trident                       | 18           | 1            | 2            | 1            | 3            | 104          | 8.º          |
| 2021      | Campeonato de Fórmula 2 de la FIA      | MP Motorsport                 | 17           | 0            | 0            | 1            | 0            | 13           | 17.º         |
| 2022      | Campeonato de Fórmula 3 de la FIA      | Charouz Racing System         | 2            | 0            | 0            | 0            | 0            | 0            | 31.º         |
| 2022      | Campeonato de Fórmula 2 de la FIA      | Campos Racing                 | 2            | 0            | 0            | 0            | 0            | 0            | 29.º         |
| 2023      | Campeonato USF Pro 2000                | TJ Speed Motorsports          | 17           | 1            | 0            | 1            | 4            | 258          | 6.º          |
| 2023      | GT Winter Series                       | East Racing                   | ?            | ?            | ?            | ?            | ?            | 18.25        | 57.º         |
| 2024      | Porsche Supercup                       | Ombra Racing                  | Disputándose | Disputándose | Disputándose | Disputándose | Disputándose | Disputándose | Disputándose |
| 2024      | Copa Porsche Carrera Italia            | Ombra Racing                  | Disputándose | Disputándose | Disputándose | Disputándose | Disputándose | Disputándose | Disputándose |
| Fuente:   |                                        |                               |              |              |              |              |              |              |              |

- † Zendeli fue piloto invitado, por lo tanto, no fue apto para sumar puntos.

## Resultados

### Campeonato de Fórmula 3 de la FIA
(Clave) (negrita indica pole position) (cursiva indica vuelta rápida puntuable)

| Año  | Escudería                     | 1    | 1    | 2    | 2    | 3   | 3   | 4    | 4    | 5    | 5    | 6   | 6   | 7   | 7   | 8   | 8   | 9   | 9   | Pos. | Puntos | Ref.  |
| ---- | ----------------------------- | ---- | ---- | ---- | ---- | --- | --- | ---- | ---- | ---- | ---- | --- | --- | --- | --- | --- | --- | --- | --- | ---- | ------ | ----- |
| 2019 | Sauber Junior Team by Charouz | BAR  | BAR  | LEC  | LEC  | SPI | SPI | SIL  | SIL  | BUD  | BUD  | SPA | SPA | MNZ | MNZ | SOC | SOC |     |     | 18.º | 6      | [ 4 ] |
| 2019 | Sauber Junior Team by Charouz | 14   | 11   | Ret  | 16   | 8   | 7   | 15   | 9    | Ret  | 20   | 22  | Ret | Ret | 18  | DNS | DNS |     |     | 18.º | 6      | [ 4 ] |
| 2020 | Trident                       | SPI1 | SPI1 | SPI2 | SPI2 | BUD | BUD | SIL1 | SIL1 | SIL2 | SIL2 | BAR | BAR | SPA | SPA | MNZ | MNZ | MUG | MUG | 8.º  | 104    | [ 5 ] |
| 2020 | Trident                       | 5    | 5    | 2    | 10   | Ret | 16  | 13   | 11   | 9    | 2    | 12  | 16  | 1   | 8   | 7   | 4   | 4   | Ret | 8.º  | 104    | [ 5 ] |
| 2022 | Charouz Racing System         | SAK  | SAK  | IMO  | IMO  | BAR | BAR | SIL  | SIL  | SPI  | SPI  | BUD | BUD | SPA | SPA | ZAN | ZAN | MNZ | MNZ | 31.º | 0      | [ 6 ] |
| 2022 | Charouz Racing System         |      |      |      |      | 20  | 15  |      |      |      |      |     |     |     |     |     |     |     |     | 31.º | 0      | [ 6 ] |

### Campeonato de Fórmula 2 de la FIA
(Clave) (negrita indica pole position) (cursiva indica vuelta rápida puntuable)

| Año  | Escudería     | 1   | 1   | 1   | 2   | 2   | 2   | 3   | 3   | 3   | 4   | 4   | 4   | 5   | 5   | 5   | 6   | 6   | 6   | 7   | 7   | 7   | 8   | 8   | 8   | Pos. | Puntos | Ref.  |
| ---- | ------------- | --- | --- | --- | --- | --- | --- | --- | --- | --- | --- | --- | --- | --- | --- | --- | --- | --- | --- | --- | --- | --- | --- | --- | --- | ---- | ------ | ----- |
| 2021 | MP Motorsport | SAK | SAK | SAK | MON | MON | MON | BAK | BAK | BAK | SIL | SIL | SIL | MNZ | MNZ | MNZ | SOC | SOC | SOC | YED | YED | YED | YMC | YMC | YMC | 17.º | 13     | [ 7 ] |
| 2021 | MP Motorsport | 9   | Ret | 18  | 15  | 7   | Ret | 13  | Ret | 10  | 11  | 9   | 9   | 15† | 12  | 7   | 10  | C   | 16  |     |     |     |     |     |     | 17.º | 13     | [ 7 ] |

| Año  | Escudería     | 1   | 1   | 2   | 2   | 3   | 3   | 4   | 4   | 5   | 5   | 6   | 6   | 7   | 7   | 8   | 8   | 9   | 9   | 10  | 10  | 11  | 11  | 12  | 12  | 13  | 13  | 14  | 14  | Pos. | Puntos | Ref.  |
| ---- | ------------- | --- | --- | --- | --- | --- | --- | --- | --- | --- | --- | --- | --- | --- | --- | --- | --- | --- | --- | --- | --- | --- | --- | --- | --- | --- | --- | --- | --- | ---- | ------ | ----- |
| 2022 | Campos Racing | SAK | SAK | YED | YED | IMO | IMO | BAR | BAR | MON | MON | BAK | BAK | SIL | SIL | SPI | SPI | LEC | LEC | BUD | BUD | SPA | SPA | ZAN | ZAN | MNZ | MNZ | YMC | YMC | 29.º | 0      | [ 8 ] |
| 2022 | Campos Racing |     |     |     |     |     |     |     |     |     |     |     |     |     |     |     |     |     |     |     |     | 20  | 21† |     |     |     |     |     |     | 29.º | 0      | [ 8 ] |